# I Batalion Saperów im. Tadeusza Kościuszki
 I Batalion Saperów im. Tadeusza Kościuszki (I  bsap) – pododdział saperów  Wojska Polskiego II RP.

## Historia batalionu
11 listopada 1918 roku w Warszawie podpułkownik Jan Skoryna otrzymał rozkaz sformowania 1 pułku inżynieryjnego. Jednostka została zorganizowana w koszarach na Mokotowie.
12 listopada spośród studentów Politechniki Warszawskiej została utworzona 1 kompania pod dowództwem porucznika Stefana Grzegorza Ruegera. 8 czerwca 1919 roku 1 kompania pod dowództwem porucznika Emila Strumińskiego wyruszyła na front litewsko-białoruski, gdzie weszła w skład 1 Dywizji Piechoty Legionów, generała podporucznika Edwarda Śmigłego-Rydza. W składzie 1 DP Leg. wzięła udział w bitwie pod Dyneburgiem. W dniach 22-28 maja 1920 roku 1 kompania została przetransportowana z Łotwy do Kijowa i wzięła udział w wyprawie kijowskiej. W czerwcu 1920 roku w Korosteniu w składzie 1 DP Leg. został zorganizowany I batalion saperów. Dowódcą batalionu został porucznik Emil Strumiński, a dowództwo 1 kompanii objął porucznik Mieczysław Szleszyński. W sierpniu 1920 roku kompania wzięła udział w Bitwie Warszawskiej, a we wrześniu w bitwie nad Niemnem. 24 października 1920 roku batalion przybył do Grodna.

## Żołnierze batalionu
Dowódcy batalionu:
- ppłk Mieczysław Napiórkowski
- kpt. Wiktor Zygmunt Truss
- por. Gołoński
- kpt. Wacław Damrosz

Oficerowie:
- por. Stefan Grzegorz Rueger - dowódca 1 kompanii (12 XI 1918 – I 1919)
- por Emil Strumiński – dowódca 1 kompanii (I 1919 – VI 1920)
- por. Mieczysław Szleszyński - dowódca 1 kompanii (od VI 1920)
- por. Wacław Damrosz - dowódca 2 kompanii
- por. Antoni Wejtko - dowódca 3 komapnaii
- ppor. Czesław Okołow - dowódca 4 kompanii
- ppor. Borowiak
- pchor. Andrzej Roztworowski

Szeregowi:
- saper Roch Bonusiak († 1919)
- saper Janicki († 1919)